# 리나 라픈
리나 라픈(덴마크어: Lina Rafn, 1976년 8월 12일 ~ )은 덴마크의 가수이다. 음악 그룹 인퍼널(Infernal)의 멤버이기도 하다.